# Henry Box Brown
Pour les articles homonymes, voir Brown et Henry Brown.
Henry Brown, dit Box Brown (né vers 1815 et mort le 15 juin 1897 à Toronto, dans l'Ontario, au Canada) est un esclave américain de Virginie, célèbre pour avoir fui l'État esclavagiste de Virginie enfermé volontairement dans un colis postal envoyé vers l'État libre voisin de Pennsylvanie.

## Biographie
Henry Brown est né esclave vers 1815 dans le comté de Louisa en Virginie. En 1830, il est envoyé à Richmond, la capitale de l'État, pour travailler dans une usine de tabac. Il se marie alors avec une autre esclave, Nancy, avec laquelle il a au moins trois enfants. Brown utilise son salaire pour payer le maître de Nancy pour le temps qu'elle passe auprès de ses enfants. Mais en 1848, sa femme et ses enfants sont vendus à un marchand d'esclaves et envoyés en Caroline du Nord, sans qu'Henry Brown puisse s'y opposer,.
Dès lors, Henry Brown est décidé à gagner sa liberté. Avec l'aide d'un ami, l'affranchi James C. A. Smith, et d'un sympathisant blanc qui exerçait le métier de cordonnier, nommé Samuel Smith, Brown met au point un plan pour se faire lui-même envoyer dans une boîte par voie postale, en faisant passer le colis pour un envoi banal. Brown donne la moitié de l'argent qu’il a économisé par son travail à Samuel Smith ; celui-ci contacte une société abolitionniste de Philadelphie, qui accepte de recevoir la boîte. Brown est enfermé dans une caisse de bois, envoyée de Richmond à destination de Philadelphie, ce qui représente un voyage de 442 kilomètres[réf. souhaitée]. La boîte mesure 91 × 81 × 61 cm et comporte trois trous pour respirer ; Brown mesure 1,73 m et pèse 91 kg. Pendant le voyage, qui commence le 29 mars 1849, la boîte de Brown emprunte différents moyens de transport : chariot, puis chemin de fer, puis bateau à vapeur, puis chariot encore, puis à nouveau chemin de fer, un ferry, puis encore le chemin de fer et enfin chariot pour la livraison. À plusieurs reprises les manutentionnaires placent la boîte à l'envers ou la manipulent violemment, mais Brown reste impassible et jamais ne trahit sa présence. Grâce à la chance et à sa force de caractère, Brown endure un voyage de 27 heures.
À l'arrivée, la boîte contenant Brown est réceptionnée par Miller McKim, William Still et d'autres membres du Comité de vigilance de Philadelphie. Lorsque Brown en sort enfin, il prononce cette phrase devenue célèbre,  selon l'un des témoins : « Comment allez-vous, messieurs ? ». Il chante ensuite un psaume tiré de la Bible choisi pour l'occasion,.
Henry Brown devient un porte-parole célèbre de la Société contre l'esclavage (Anti-Slavery Society). On lui donne le surnom de « Box » (boîte ou caisse) lors de la convention contre l'esclavage de Boston, en mai 1849, à la suite de quoi il utilisa désormais le nom d'Henry Box Brown. Il publie deux versions de son autobiographie, la première à Boston en 1849 et la seconde en Grande-Bretagne en 1851, Récit de la vie d'Henry Box Brown (Narrative of the Life of Henry Box Brown). Brown organise un spectacle émouvant intitulé Miroir de l'esclavage dans le Nord-Est des États-Unis avant d'être obligé d'émigrer au Royaume-Uni, à la suite de l'adoption en 1850 de la loi sur les esclaves fugitifs (la Fugitive Slave Act). Durant les dix années qui suivent, Brown fait le tour de la Grande-Bretagne avec son spectacle anti-esclavagiste, qu'il présente plusieurs centaines de fois par an en visitant presque toutes les villes britanniques.
Brown se produit ainsi pendant vingt-cinq ans, jusqu'en 1875. Dans les années 1860, il joue le rôle d'un mesmériste, puis peu de temps après celui d'un conjurateur, sous les noms de scène Prof. H. Box Brown et le Prince Africain. Il se marie une seconde fois et fonde une nouvelle famille. En 1875, il retourne aux États-Unis avec une pièce familiale sur la magie.

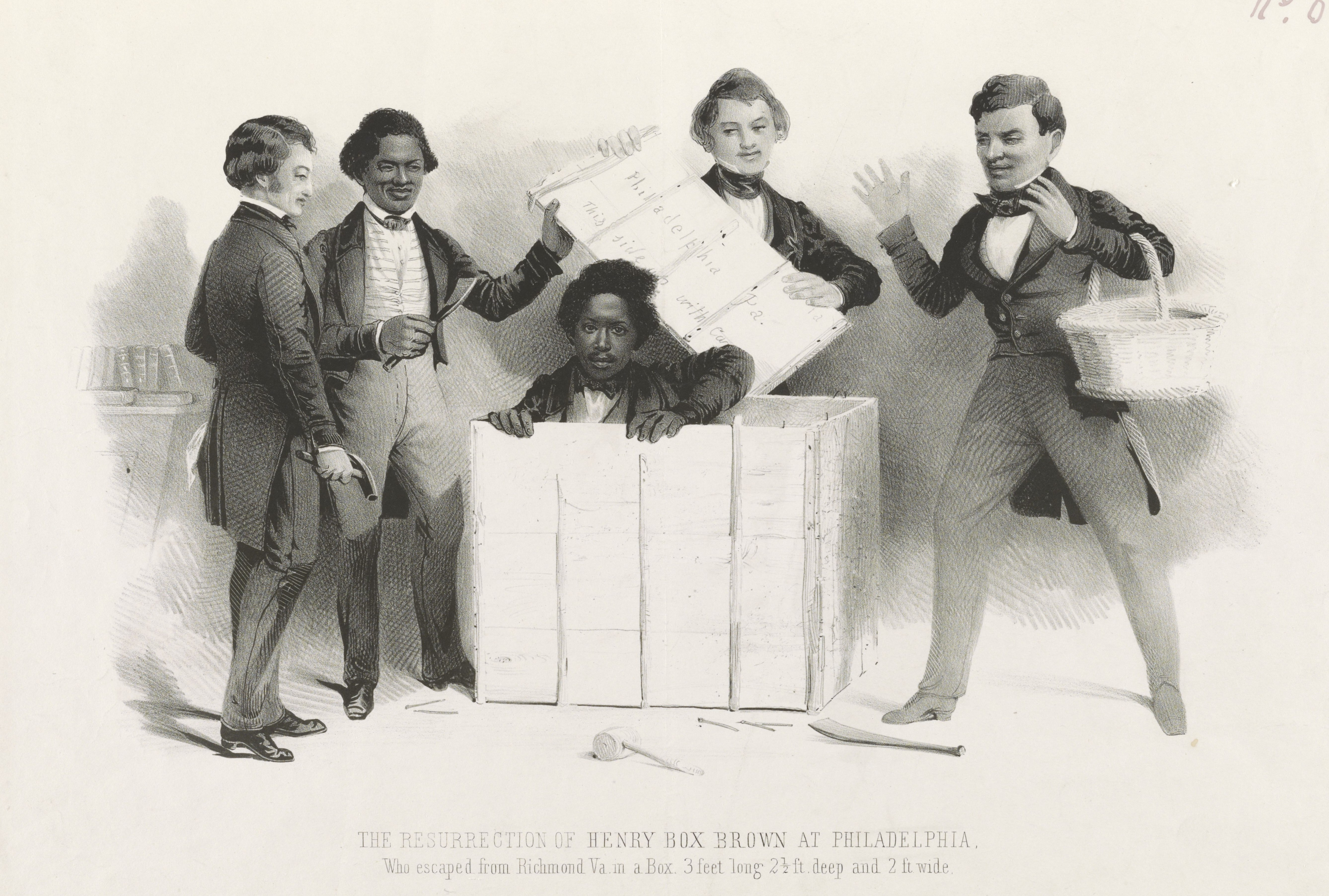
La Résurrection d'Henry Box Brown à Philadelphie est une lithographie de Samuel Rowse publiée en 1850.

La Resurrection of Henry Box Brown at Philadelphia, une lithographie de Samuel Rowse décrivant Henry Brown sortant de la caisse de transport à Philadelphie, fut publiée pour aider à lever des fonds pour financer le panorama anti-esclavagiste de Brown. Il ne subsiste qu'une seule des trois lithographies originales connues, conservée dans la collection de la Virginia Historical Society de Richmond.
Un monument est dédié à Henry "Box" Brown au bord du Canal Walk dans le centre de Richmond, une sculpture en acier reproduisant la caisse avec laquelle il s'était échappé.
En 1997, Brown fut le sujet d'une pièce de Tony Kushner intitulée Henry Box Brown or the Mirror of Slavery.

## Publications
- (en) Brown, Henry, Narrative of the Life of Henry Box Brown, Manchester, Angleterre, Lee and Glynn, 1851
- (en) Brown, Henry, Narrative of the Life of Henry Box Brown, Oxford University Press, 2003 (version révisée avec une introduction de Richard Newman, auparavant d'Henry Louis Gates, Jr.)